# O'Neil Bell
O'Neil Bell (Montego Bay, Jamaica, 29 de dezembro de 1974 — Atlanta, Estados Unidos, 25 de novembro de 2015) foi um pugilista jamaicano. 
Campeão mundial dos pesos médios pela Federação Internacional de Boxe e unificou o cinturão com os título da Associação Mundial de Boxe e do Conselho Mundial de Boxe.
Retirou-se do esporte em 2011, após um declínio esportivo e o não cumprimento de alguns combates, muito em função de ter sido preso, em 2007, e responder, posteriormente e em liberdade, um processo judicial de agressão por arma branca contra Larry Slayton, seu parceiro de treino.
O pugilista foi assassinado a tiros em novembro de 2015 em seu autocarro.